# ウッチャきナンチャき
『ウッチャきナンチャき』は、2002年4月17日から2003年2月5日までTBS系列で放送されていたTBS製作のトークバラエティ番組で、司会を務めたウッチャンナンチャンの冠番組。放送時間は毎週水曜21:00 - 21:54 (JST) 。

## 概要
前番組『ウンナンのホントコ!』から引き続きウッチャンナンチャンが司会を務めた番組。放送開始から半年間（前期）はゲストが会いたくて仕方がない人にまつわるトークを行う番組だったが、後期は「誰が!?」を切り口とした硬派な社会問題ネタを特集する番組となった（VTRを見て、その感想をレギュラーとゲストが話す）。

## 出演者
- ウッチャンナンチャン（内村光良・南原清隆） - 前期では2人が司会を担当。後期では司会・南原、アシスタント・内村（毎回筑紫哲也、松岡修造、田中邦衛、田中耕一、武田鉄矢（坂本金八）などに扮装）との役割分担が出来ていた。
- 東野幸治
- さまぁ〜ず（大竹一樹・三村マサカズ）
- 優香

## 番組後期の主な内容
- 誰が!?歌った?（サッカーの応援歌を歌ったのは誰?）
- 誰が!?変えた?（世界で最も整形をくり返したのは誰?）
- 誰が!?描いた?（法廷のイラストを書いているのは誰?）
- 誰が!?歌ってる?（受刑者のアイドルって誰?）
- 誰が!?一番早い?（ケニア人のワイナイナ選手へのインタビュー）
- 誰が!?作った?（夢のロボットを作っているのは誰?）
- 誰が!?なるのか?（海外にあるプロレスラーの学校を紹介）
- 誰が!?モデル?（『ハリー・ポッター』のモデルになったものの紹介）
- 誰が!?なった?（代理母になったのは誰?）
- 誰が!?作ってる?（警察官が持っているものを作っているのは誰?）
- 誰が!?果たした?（45年ぶりに奇跡の再会を果たしたのは誰?）
- 誰が!?戦ってる?（悪徳商法と戦っている人たちの紹介）
- 誰が!?なった? （ヤクザから牧師になった人たちの団体の紹介）
- 誰が!?追っかけてる?（氷川きよしの追っかけの特集）
- 誰が!?描いた?（白血病にかかりながら絵本を描いた女の子の話）
- 誰が!?作ってる?（ノーベル賞授賞式の料理を作っているのは誰?）

## スタッフ
- 構成：
  - （前期）高須光聖、松井洋介、堀田延、福原フトシ、すずきB、渡辺真也、金沢達也、柴田航太郎、武田郁之輔
  - （後期）都築浩、中野俊成、村上卓史、木野聡、清松勝彦、石津聡、興津豪乃、北本かつら、長谷川大雲
- ナレーション：
  - （前期）中田譲治、櫻庭裕士
  - （後期）広中雅志、バッキー木場、河内孝博
- ディレクター：
  - （前後期共通）石橋孝之、坂田栄治、北山孝
  - （前期）長野友宏、植木一実、高木剛
  - （後期）太田淳一、鴨下潔、水口智就、神田祐子（以上、持ち回りで演出を担当したディレクター）、平賀渉、片倉洋樹、神野基彦、林芳昌、西崎修一、柳信也、加藤誠、潮津秀泰
- 総合演出：
  - （前期）掛水伸一、中川通成（後期では持ち回りで演出を担当）
  - （後期）正木敦
- プロデューサー：
  - （前後期共通）荒井昌也
  - （前期）片山剛、山地孝英
  - （後期）高橋一晃、中村昌哉
- 制作協力：G-yama、mondorana（現：極東電視台）、TBSビジョン
- 制作：TBSエンタテインメント（現：TBSテレビ）
- 製作著作：TBS

| TBS 水曜21:00枠（2002年4月 - 2003年2月） | TBS 水曜21:00枠（2002年4月 - 2003年2月） | TBS 水曜21:00枠（2002年4月 - 2003年2月） |
| 前番組                                   | 番組名                                   | 次番組                                   |
| ---------------------------------------- | ---------------------------------------- | ---------------------------------------- |
| ウンナンのホントコ!                      | ウッチャきナンチャき                     | おんがく（つなぎ番組） ↓ ディスカバ!99   |